# پائولو سرژیو (بازیکن فوتبال، زاده ۱۹۵۴)
پائولو سرژیو (پرتغالی: Paulo Sérgio؛ زادهٔ ۲۴ ژوئیهٔ ۱۹۵۴) بازیکن فوتبال اهل برزیل بود.
از باشگاه‌هایی که در آن بازی کرده‌است می‌توان به باشگاه فوتبال سنترو اسپورتیوو آلاگوانو، باشگاه فوتبال فلومیننزه، باشگاه ورزشی واسکو دوگاما، و باشگاه فوتبال بوتافوگو اشاره کرد.
وی همچنین در تیم ملی فوتبال برزیل بازی کرده‌است.